# Hailey Van Lith
Hailey Ann Van Lith (Wenatchee, 9 de setembro de 2001) é uma jogadora de basquete estadunidense.

## Início da vida
Van Lith nasceu em Wenatchee, Washington, filha de Jessica e Corey Van Lith. Seu pai jogou basquete e beisebol na Universidade de Puget Sound, e seus pais são donos de uma empresa de construção de casas personalizadas. Ela tem um irmão, Tanner, que jogou beisebol no Big Bend Community College. Van Lith cresceu jogando basquete sob a orientação de seu pai, que a fazia treinar de quatro a cinco noites por semana. Ela modelou seu jogo após Diana Taurasi e também se inspirou nas jogadoras do Seattle Storm, Sue Bird e Breanna Stewart. Van Lith era membro do programa Northwest Blazers Amateur Athletic Union sob o comando do técnico Steve Klees. Ela foi a primeira aluna do oitavo e nono ano a jogar pelo time principal dos Blazers e começou no jogo do título Adidas Nationals em ambos os anos, ganhando honras Adidas All-American.

## Carreira no ensino médio
Van Lith jogou quatro anos de basquete na Cashmere High School em Cashmere, Washington, sob o comando do técnico Brent Darnell. Em 30 de novembro de 2016, ela fez sua estreia, marcando 14 pontos em uma vitória sobre a Ellensburg High School. Van Lith levou Cashmere ao jogo do título estadual da Classe 1A, onde registrou 18 pontos, 12 rebotes e sete roubos de bola em uma derrota de 45-44 para a Mount Baker Senior High School. Seu time terminou a temporada com um recorde de 26-1. Como caloura, ela teve uma média de 24,3 pontos, 6,5 rebotes, 4,3 assistências e 3,8 roubos de bola por jogo, ganhando as honras de primeiro time All-State da Classe 1A da Associated Press (AP). Em sua segunda temporada, Van Lith assumiu um papel mais importante com as saídas de três titulares. Em 25 de janeiro de 2018, ela registrou o primeiro quádruplo-duplo na história do programa, com 37 pontos, 14 roubos de bola, 10 rebotes e 10 assistências em uma vitória de 89-34 sobre a Chelan High School. Ela ajudou seu time a chegar ao jogo do título estadual da Classe 1A, onde perderam para a Lynden Christian School. Van Lith teve uma média de 32 pontos, 8,3 rebotes, 7,3 roubos de bola e 5,2 assistências por jogo no segundo ano e foi eleita Jogadora do Ano da Classe 1A da AP.
Em sua temporada júnior, Van Lith levou Cashmere a um terceiro lugar no torneio estadual da Classe 1A, onde foi MVP. Ela teve uma média de 34,4 pontos, 8,3 rebotes, 5,2 roubos de bola e 4,9 assistências por jogo como júnior. Van Lith foi nomeada Jogadora do Ano do Washington Gatorade e Jogadora do Ano da Classe 1A da AP. Antes de sua temporada sênior, ela desenvolveu uma amizade com o jogador do Hall da Fama Kobe Bryant, que ficou impressionado com sua ética de trabalho e mentalidade e a viu como um modelo para sua filha, Gianna. Ela treinou na Mamba Sports Academy de Bryant em Los Angeles e se tornou uma amiga e mentora de Gianna. Em 15 de fevereiro de 2020, Van Lith se tornou a maior artilheira de todos os tempos do estado, um recorde anteriormente detido por Jennifer Stinson desde 1995, ao marcar 46 pontos em uma vitória de 84-28 sobre a Omak High School no jogo do título da Caribou Trail League. Ela levou Cashmere a um recorde de 24-1 e ao jogo do título estadual da Classe 1A, onde seu time perdeu para a Lynden Christian School, e foi nomeada MVP do torneio. Como veterana, Van Lith teve uma média de 32,6 pontos, 9,4 rebotes, 4,8 assistências e 4,2 roubos de bola por jogo.  Ela foi homenageada como Washington Ms. Basketball, Washington Gatorade Player of the Year, The Seattle Times Player of the Year e AP all-class Player of the Year. Ela foi selecionada para jogar no McDonald's All-American Game e no Jordan Brand Classic, mas ambos os jogos foram cancelados devido à pandemia de COVID-19.
Além do basquete, Van Lith jogou softball pelo Cashmere como campista central e shortstop. Em 11 de abril de 2017, como caloura, ela fez seu primeiro home run de saída na carreira em uma vitória por 7–6 sobre a Cascade High School. Ela recebeu ofertas de programas de softball da Divisão I da NCAA na oitava série.

### Recrutamento
Van Lith foi considerada uma recruta cinco estrelas, a jogadora número sete e a melhor armadora combinada da classe de 2020 pela ESPN. Ela estava atraindo o interesse dos programas da Divisão I da NCAA em sua temporada de caloura. Em 16 de novembro de 2019, Van Lith se comprometeu a jogar basquete universitário em Louisville, escolhendo os Cardinals em vez de uma oferta de Baylor.

## Carreira universitária
Van Lith foi a armadora titular de Louisville em sua temporada de caloura. Em 25 de novembro de 2020, ela fez sua estreia na faculdade e teve 13 pontos e oito rebotes em uma vitória de 74-53 sobre o Southeast Missouri State. Em 5 de março de 2021, nas quartas de final do torneio ACC, Van Lith registrou 24 pontos, cinco rebotes e quatro roubos de bola, o recorde da temporada, em uma vitória de 65-53 contra Wake Forest. Ela foi nomeada para o primeiro time do torneio All-ACC depois de ajudar os Cardinals a alcançarem o segundo lugar. Como caloura, Van Lith teve uma média de 11,2 pontos, 5,2 rebotes e 2,1 assistências por jogo e foi selecionada para o ACC All-Freshman Team. Ela ajudou Louisville a ganhar o título da temporada regular da ACC e chegar ao Elite Eight do torneio da NCAA de 2021.
Em sua segunda temporada, Van Lith assumiu um papel maior com a saída de Dana Evans. Ela marcou 19 pontos em sua estreia na temporada em 12 de novembro de 2021, quando seu time perdeu para o Arizona, por 61–59, na prorrogação. Em 19 de dezembro, ela marcou 16 pontos para ajudar a levar Louisville a uma vitória de 69–64 sobre UConn no Women's Hall of Fame Showcase. Em 3 de fevereiro de 2022, Van Lith marcou 34 pontos, o recorde de sua carreira, em uma vitória de 93–71 contra Clemson. No jogo, ela acertou 6 de 6 de três pontos, o maior número de três pontos feitos sem errar na história do programa. Van Lith levou Louisville à Final Four do torneio da NCAA de 2022, com quatro jogos consecutivos de 20 pontos, e foi eleita a jogadora mais destacada da Regional de Wichita. Ela teve uma média de 14,4 pontos, 3,6 rebotes e 2,2 assistências por jogo no segundo ano, ganhando honras de primeira equipe All-ACC.
O papel de Van Lith continuou a se expandir em sua temporada júnior. Em seu primeiro jogo da temporada, em 7 de novembro de 2022, ela marcou 28 pontos em uma vitória de 87-68 sobre Cincinnati. Em 12 de janeiro, Van Lith marcou 29 pontos, o recorde da temporada, em uma derrota de 81-79 para Virginia Tech. Nas quartas de final do torneio ACC de 2023 em 3 de março, ela marcou 26 pontos, incluindo 17 no primeiro quarto, em uma vitória de 74-48 sobre Wake Forest. Van Lith levou Louisville a um segundo lugar no torneio ACC e foi nomeada para o primeiro time de todos os torneios. No torneio da NCAA de 2023, ela teve quatro jogos consecutivos de 20 pontos e levou seu time ao Elite Eight, onde marcou 27 pontos em uma derrota por 97-83 para o segundo colocado Iowa. Como júnior, Van Lith teve uma média de 19,7 pontos, 4,5 rebotes e 3,2 assistências por jogo. Ela foi nomeada primeira equipe All-ACC pela segunda temporada consecutiva e recebeu menção honrosa All-America da Associated Press, da United States Basketball Writers Association e da Women's Basketball Coaches Association. Após sua temporada júnior, Van Lith entrou no portal de transferência como uma transferência de graduação em 8 de abril. A ESPN a classificou como a melhor transferência do país.
Em 27 de abril de 2023, Van Lith anunciou que se transferiria para a atual campeã nacional LSU. Ela foi atraída pelo apoio da escola ao time de basquete feminino e pela intensidade do time, e teve um relacionamento com a treinadora Kim Mulkey desde o ensino médio. O time entrou na temporada em primeiro lugar na pesquisa da AP. Em 6 de novembro de 2023, Van Lith fez sua estreia pela LSU, registrando 14 pontos e sete assistências em uma derrota por 92-78 para o AP No. 20 Colorado. Em 4 de abril de 2024, Van Lith entrou no portal de transferência pela segunda vez.
Em 27 de abril de 2024, Van Lith anunciou que seria transferida para a TCU para a temporada 2024-25. Antes da transferência, Van Lith se formou na LSU com um mestrado, em 16 de agosto de 2024.

## Carreira na seleção
Van Lith representou os Estados Unidos na Copa do Mundo FIBA Sub-17 de 2018 na Bielorrússia e ganhou uma medalha de ouro. Ela teve uma média de cinco pontos e duas assistências em 13,6 minutos por jogo no torneio. Na Copa do Mundo FIBA Sub-19 de 2019 na Tailândia, Van Lith teve uma média de 9,1 pontos, 2,3 rebotes e 2,3 assistências por jogo, ajudando os Estados Unidos a ganhar a medalha de ouro. Na final, ela marcou 16 pontos e fez a cesta de empate no tempo regulamentar para ajudar seu time a derrotar a Austrália, por 74-70, na prorrogação.
No basquete 3x3, Van Lith ganhou uma medalha de ouro com os Estados Unidos nas Olimpíadas da Juventude de Verão de 2018 na Argentina. Ela levou sua equipe a outra medalha de ouro na Copa do Mundo FIBA 3x3 Sub-18 de 2019 na Mongólia, onde foi nomeada MVP. Van Lith jogou pela seleção nacional sênior 3x3 na Copa do Mundo FIBA 3x3 de 2022 na Bélgica, levando os Estados Unidos às quartas de final. Na Copa do Mundo FIBA 3x3 de 2023 na Áustria, ela ajudou a equipe a ganhar a medalha de ouro, registrando sete pontos e seis rebotes em uma vitória por 16-12 sobre a França na final. Nos Jogos Olímpicos de Verão de 2024, em Paris, conquistou a medalha de bronze no torneio feminino do basquetebol 3x3, após vencer confronto contra a equipe canadense por 16–13 na disputa pelo terceiro lugar, ao lado de Dearica Hamby, Cierra Burdick e Rhyne Howard.

## Vida pessoal
Van Lith é cristã. Ela foi batizada em 2023 e disse que foi o “melhor dia da minha vida”. Ela também disse: “Meu maior sucesso na vida é oferecer minha vida para servir a Jesus”.
Van Lith é representada pela agência esportiva Octagon. Ela foi descrita como uma das jogadoras de basquete universitário feminino mais comercializáveis. Van Lith assinou acordos de nome, imagem e semelhança com Adidas, JCPenney e Dick's Sporting Goods. Em 25 de fevereiro de 2023, ela anunciou que doou US$ 30.000 para a organização sem fins lucrativos Family Scholar House de Louisville para fornecer tablets para seu programa de tecnologia infantil.
Van Lith se formou na Universidade de Louisville em três anos com um diploma em finanças. Ela foi selecionada três vezes para o All-ACC Academic Team em Louisville. Em seu primeiro ano, Van Lith foi nomeada uma segunda equipe acadêmica All-American pela College Sports Communicators.